# Andreas Deutschmann

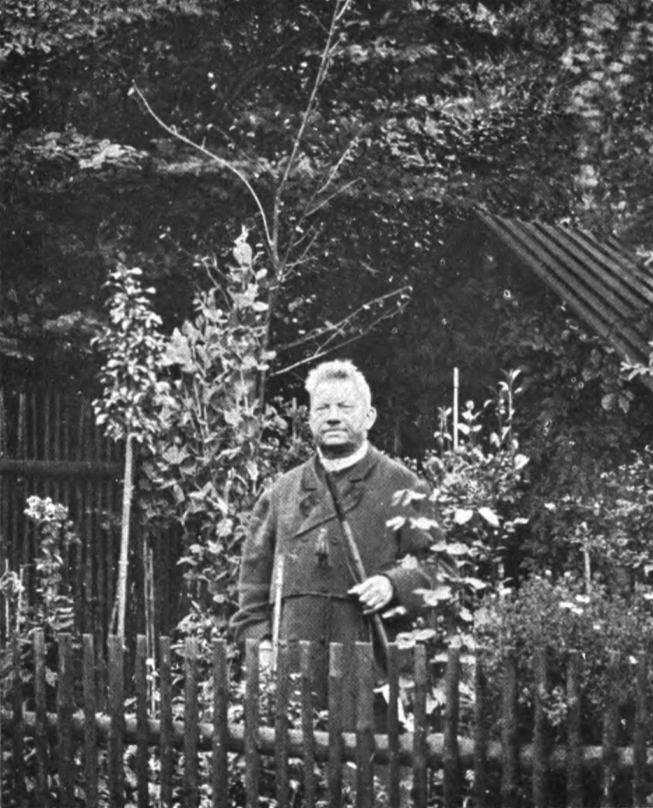
Handrij Dučman

Andreas Deutschmann (sorbisch: Handrij Dučman) (* 27. Februar 1836 in Basankwitz; † 1909 in Dresden) war ein sorbischer römisch-katholischer Kaplan und Autor.

## Leben
Deutschmann wirkte ab 1861 als Kaplan in Radibor in der sächsischen Oberlausitz und war Mitglied der Lausitzer Predigergesellschaft. Die meisten seiner Schriften verlegte er selbst.

## Schriften (Auswahl)
- Pesen wo Zwonu. (Uebersetzung von Fr. Schiller’s Glocke.) Bautzen: Verein „Macica serbska“, 1859.
- Khwalcze Knjezowe mjeno. (Gebetbuch.), Selbstverlag, 1862.
- Snehowka. (Schneeglöckchen. Erzählung. Uebersetzung.), Verein des h. Cyrill und Method, 1863.
- Ziwjenja Swjatych. (Leben der Heiligen.) 11 Hefte, 1864–1873.
- Jezus, nasch wuczek, schkit a troscht we smjerczi. (Jesus, unsere Zuflucht, Schutz und Trost im Tode. Predigt.), Selbstverlag, 1867.
- Jutrowna sweca. (Osterkerze.), Selbstverlag, 1868.
- Katholska Protyka. (Katholischer Kalender.), Jahrgänge 1869–1871.
- Krajan. (Landsmann = Fortsetzung des Katholischen Kalenders, Jahrgänze 1872–1874), Verein des h. Cyrill und Method.
- Drjewjany kschiz. (Das hölzerne Kreuz, von Chr. v. Schmid. Übersetzung.), Selbstverlag, 1868.
- Jan Michal Budar. (Johann Michael Buder. Biograph. Skizze.), Verein „Macica serbska“, 1869.
- Rozawc najzboznischeje knjezny. (Rosenkranz der seeligsten Jungfrau. Gebete und Betrachtungen.), Selbstverlag 1869.
- Serbske rukopisne drobnostei. (Wendische handschriftliche Kleinigkeiten.), Selbstverlag, 1869.
- Pismowstwo katholskich Serbow. (Literatur der katholischen Wenden.), Selbstverlag, 1869.
- Muschka sajatojanska. (Das Johanneswürmchen von Chr. v. Schmid. Übersetzung.), Selbstverlag, 1869.
- Surowstwa napscheczo wjerchowstwu bamzow Piusa VI. a Piusa VII. (Grausamkeiten gegen die Regierung der Päpste Pius VI. und Pius VII.), Selbstverlag, 1870.
- Khostani pschesczeharjo bamzow. (Bestrafte Verfolger der Päpste.), Selbstverlag, 1870.
- Pomocna knizka k wuliczenju nowych a starych merow a wahow. (Hülfsbüchlein zur Berechnung der neuen und alten Maasse und Gewichte.) Wendisch und deutsch, Verein des hh. Cyrill und Method, 1871.
- Hwezda. (Stern.) Gebetbuch, Selbstverlag, 1871.
- Duchowna Rozownja swjateje Marije. (Geistlicher Rosengarten der heiligen Maria.), Selbstverlag, 1872.
- Wenc knjeznow. (Jungfrauenkranz.), Selbstverlag, 1872.
- Czesczowanjo najswjeczischeje wutroby Jesusoweje a najswjeczischoho sakramenta woltarja. (Verehrung d. heiligsten Herzens Jesu u. d. allerheiligsten Altarssacramentes.), Selbstverlag, 1872.
- Dwojnikaj. (Zwillinge. Erzählung.), Selbstverlag, 1872.
- Smjertniczka. (Todtenblume. Gebetbüchlein.), Selbstverlag, 1873.
- Othilia, abo slepa holczka. (Othilia, oder das blinde Mädchen. Erzählung.), Selbstverlag, 1873.
- Handweiser für den katholischen Pfarrbezirk Leipzig (Stadt und Land). In Kommission bei F.X. Pflugmacher, Leipzig 1902, urn:nbn:de:bsz:14-db-id18999039177.